# Rock am Ring
Rock am Ring est un festival de rock et heavy metal allemand organisé près du village d'Adenau, dans le massif de l'Eifel. Il a lieu chaque année au début du mois de juin.
Sa particularité est de s'étendre en partie sur la ligne des stands du Nürburgring. Les zones de camping s'étendent autour de cette zone et également le long des bords du circuit lui-même, sur une douzaine de kilomètres.

## Histoire
La première édition a lieu en 1985. Ce festival est devenu le plus grand du genre en Allemagne en 1991.
En 1993 apparait un festival parallèle dans la ville de Vienne. L'année suivante suit le Rock im Riem, en 1995 le Rock im Park à Munich et depuis 1996 Rock im Park à Nuremberg, planifié durant les mêmes jours que le Rock am Ring, et possédant la même programmation.
Le festival de 2007 est utilisé dans le cadre d'une expérience scientifique visant à tester les effets des sauts simultanés d'un grand nombre de personnes. Les données de l'expérience ont été utilisées pour calculer le résultat si toute la population chinoise sautait à l'unisson. L'expérience a conclu qu'aucun résultat significatif ne résulterait de l'événement théorique.
Après 29 éditions de Rock am Ring, le nouveau propriétaire du Nürburgring décide de ne pas prolonger le contrat. Le festival se poursuit sur un autre site en 2015 et 2016 (base aérienne de Mendig/Vulkaneifel),, avant de revenir sur le Nürburgring en 2017.
Le 16 avril 2020, l'organisateur annonce que le festival Rock-am-Ring et le festival Rock-im-Park 2020 seraient annulés en raison de l'interdiction de tous les grands événements jusqu'au 31 août 2020, décrétée en raison de la pandémie de Covid-19. Les billets déjà achetés pouvaient être échangés gratuitement pour le festival de l'année suivante. Alternativement, un remboursement complet du prix d'achat est proposé à partir du 15 juillet 2020. Aucun changement de têtes d'affiche n'était prévu. Du côté de l'organisateur, on déclare le 25 septembre 2020 que la plupart des détenteurs de billets avaient profité de la possibilité d'échange et qu'il ne restait donc plus qu'un contingent de billets à disposition pour la prévente.
Le 10 mars 2021, l'annulation des deux festivals frères pour l'année 2021 est annoncée « dans le contexte d'une situation infectieuse toujours incertaine ». En raison de cette nouvelle annulation, le festival est placé en avril 2021 par le Deutscher Kulturrat dans le niveau d'alerte de la liste rouge 2.0. En 2022, le festival a lieu pour la première fois et atteint, avec 90 000 entrées, le nombre de visiteurs le plus élevé depuis 2016.